# Glattdeckträger
Glattdeckträger sind Flugzeugträger ohne ,Insel‘, den üblichen Kommandoturmaufbau auf einem Flugzeugträgerdeck.

## Technik

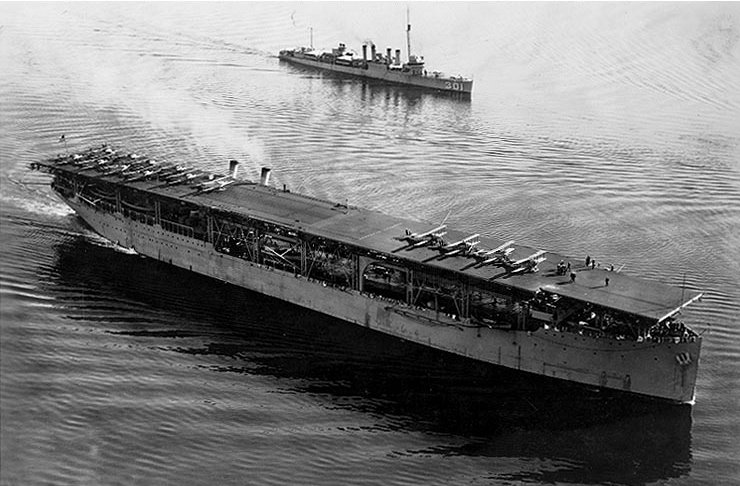
Glattdeckträger Langley

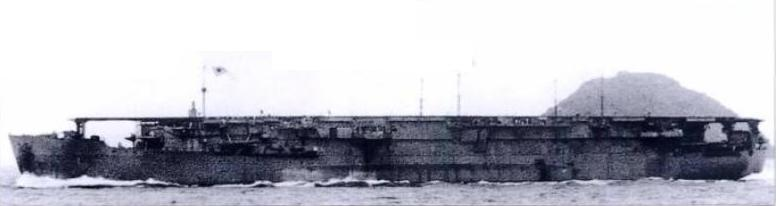
Glattdeckträger Shin’yō

Glattdeckträger haben, wie der Name besagt, ein völliges glattes Flugdeck, im Gegensatz zu Flugzeugträgern mit einer Insel. Der Insel genannte Aufbau auf einem Flugzeugträgerdeck beherbergt sowohl die Kommandobrücke für die Führung des Schiffs als auch der Flugzeuge, insbesondere der Flugzeuge auf dem Deck. Bei einem Glattdeckträger sind diese Aufgaben in Räumen unter dem Flugdeck untergebracht.
Auch die Funk- und Radarantennen sind bei einem Flugzeugträger vom Insel-Typ auf der Insel aufgebaut, um eine größere Reichweite und einen besseren Empfang der Funk- und Radaranlagen zu erzielen, während diese Einrichtungen bei einem Glattdeckträger am Flugdeckrand aufgestellt sind.
Die Insel beherbergt auch den Schornstein, während bei Glattdeckträgern der oder die Schornsteine an den Schiffsseiten angebracht sind, was, im Gegensatz zum in einer Insel eingebauten Schornstein, beim Ausströmen der heißen, und unter Umständen verrußten Abluft, zu Schwierigkeiten beim Flugbetrieb auf dem Flugdeck führt.
Der Glattdeckträger ist dem Träger mit Insel unterlegen, weil die Schiffsführung nicht die gleiche gute Übersicht über den Seeraum hat und weil auch die Führung der Flugzeuge in der Luft und auf dem Trägerdeck ohne unmittelbare Sicht auf das Trägerdeck sehr erschwert ist.

## Geschichte

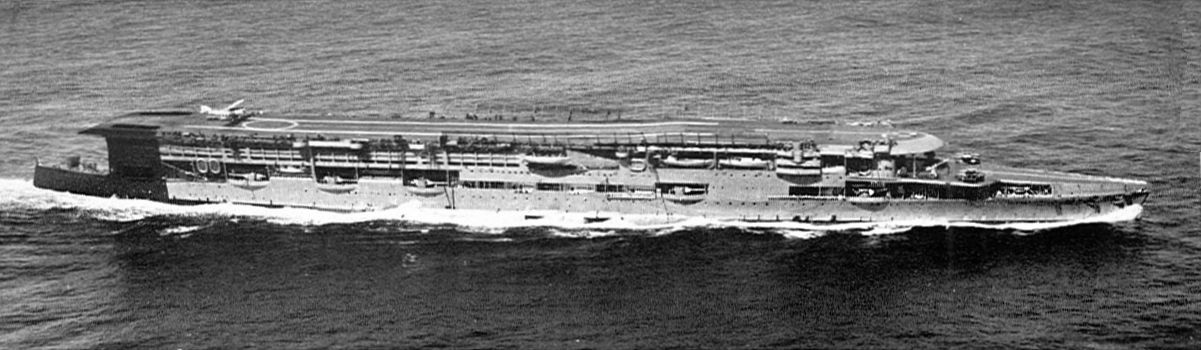
Furious als Glattdeckträger

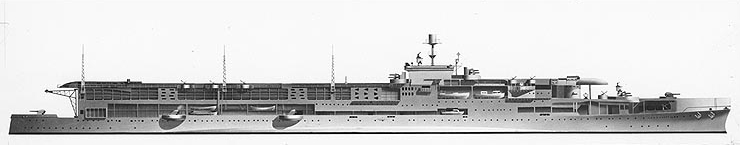
Furious mit Insel

Glattdeckträger wurden, aus Mangel an Erfahrung mit Flugzeugträgern, zu Beginn der Entwicklung von Flugzeugträgern gebaut und oft später noch mit einer Insel nachgerüstet, wie etwa die britische Furious oder die japanische Akagi. Ein Glattdeckträger ist wesentlich einfacher zu bauen als ein Träger mit Insel, da die Insel mit ihrem Aufbau links oder rechts des Flugdecks das Gleichgewicht des Schiffes stört und die Insel selbst ein Bauwerk für sich ist.
Weil Glattdeckträger schneller und billiger zu bauen sind als Träger mit Insel, wurde im Zweiten Weltkrieg wieder auf den Bau von Glattdeckträgern zurückgegriffen, um schnell Radflugzeuge auf See einsetzen zu können. Meistens wurden sie als Geleitträger für die Luftsicherung von Geleitzügen eingesetzt.
Seit dem Zweiten Weltkrieg werden nur noch Flugzeugträger vom Insel-Typ gebaut. Die zunächst geplanten amerikanischen Glattdeckträger vom Typ United States für große Bomber, die mit Atombomben bestückt sein sollten, wurden nicht mehr gebaut.
Beispiele für Glattdeckträger sind die britische Argus, die japanische Shin’yō und die amerikanische Langley.